# Сизоворонковые
Сизоворонковые (лат. Coraciidae) — семейство птиц из отряда ракшеобразных (Coraciiformes).

## Внешний вид
Птицы плотного телосложения с большой головой и короткой шеей. Клюв сильный, слегка изогнутый к низу. Крылья сильные, хвост умеренно длинный, прямо срезанный, у некоторых видов глубоко вырезанный. Короткие ноги, пальцы сильные. Расцветка яркая - зелёная, голубая, нередко каштановая. Различий в расцветке оперения между самцами и самкой либо вовсе нет, либо очень слабо выражены.

## Ареал
Сизоворонковые принадлежат к восточному полушарию: они гнездятся в Европе, южной части Азии и далее на юг до Австралии включительно. В Африке гнездятся к югу от Сахары. Есть они и на Мадагаскаре. Птицы гнездящиеся в умеренных широтах, перелётные. В фауне России два вида — сизоворонка, или ракша и восточный широкорот.

## Образ жизни

#### Размножение
В брачный период самцы демонстрируют в воздухе акробатические трюки, чтобы впечатлить самку. Сизоворонковые  устраивают гнёзда  в дуплах, норах, иногда и в скалах. Яйца белые, числом 3-5. Птенцы вылупляются голые, без пуха. Насиживают яйца и выкармливают птенцов оба родителя.

#### Питание
Сизоворонковые питаются насекомыми и высматривают свою добычу с возвышенного места.

## Классификация
Международный союз орнитологов выделяет два рода:

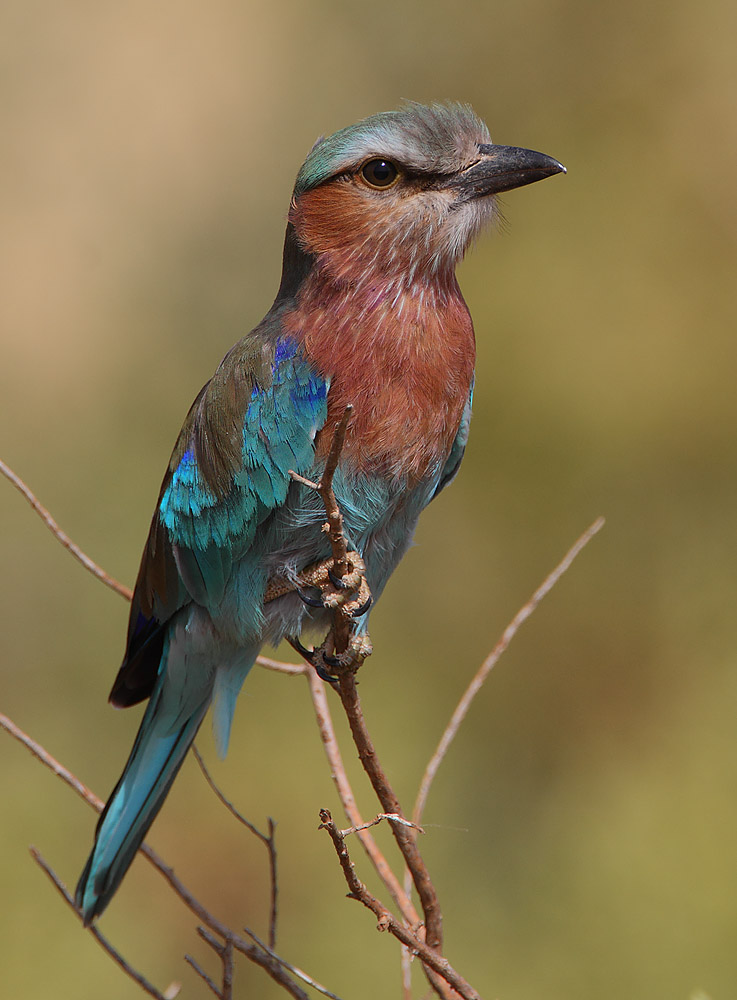
Сиреневогрудая сизоворонка

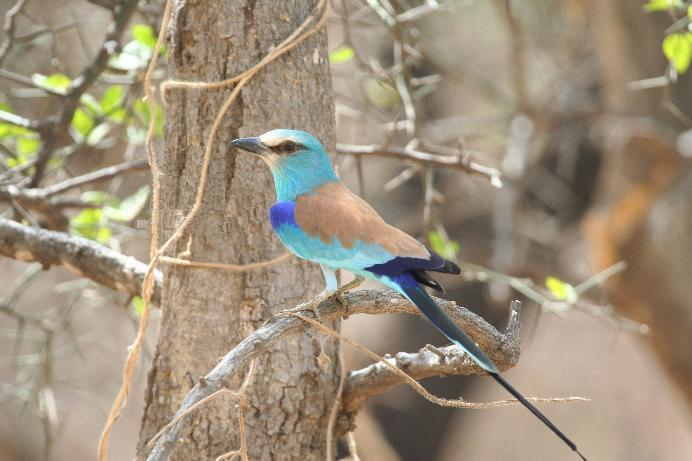

- Род Сизоворонки (Coracias)
- Род Широкороты (Eurystomus)